# Bembrops nematopterus
Bembrops nematopterus és una espècie de peix de la família dels percòfids i de l'ordre dels perciformes.

## Descripció
Fa 18,5 cm de llargària màxima. 6 espines i 14-15 radis tous a l'aleta dorsal i 15-16 espines a l'anal. Té l'aleta caudal arrodonida. El seu nivell tròfic és de 3,37. És un peix marí i batidemersal (entre 183 i 293 m de fondària), el qual viu a l'Índic occidental: és un endemisme de Zanzíbar (Tanzània).
És inofensiu per als humans.